# Francis-A.-Walker-Medaille
Die Francis-A.-Walker-Medaille war eine Auszeichnung der American Economic Association (AEA). Sie ist benannt nach dem ersten Präsidenten der AEA, dem US-amerikanischen Ökonomen Francis Amasa Walker (1840–1897). Sie wurde von 1947 an alle fünf Jahre vergeben, und 1977, aufgrund der Stiftung des Wirtschaftsnobelpreises, letztmals vergeben.
Verliehen wurde die Medaille an denjenigen „lebenden amerikanischen Ökonom, der während seiner Karriere in den Augen der Jury den größten Beitrag zur Wirtschaftswissenschaft“ geleistet hat. Die Medaille unterscheidet sich in der Altersunbeschränktheit von der zeitgleich eingeführten und noch aktiven John-Bates-Clark-Medaille, bei der der Preisträger jünger als 40 Jahre sein muss.

## Liste der Preisträger
- 1947 Wesley Clair Mitchell
- 1952 John Maurice Clark
- 1957 Frank H. Knight
- 1962 Jacob Viner
- 1967 Alvin H. Hansen
- 1972 Theodore W. Schultz
- 1977 Simon Smith Kuznets